# Города и годы (фильм, 1973)
«Города и годы» — двухсерийный широкоформатный фильм режиссёра Александра Зархи, экранизация одноимённого романа Константина Федина.
Фильм снимался совместно киностудиями «Мосфильм» (СССР) и «ДЕФА» (ГДР). Все сцены фильма, относящиеся к Германии, снимались в Веймаре и Эрфурте.
Премьера фильма состоялась в день открытия VIII Международного кинофестиваля в Москве.

## Сюжет
Главный герой фильма (и одноимённого романа) — Андрей Старцов (Игорь Старыгин) — гуманист, интеллигент, запутавшийся в своих чувствах.
События фильма, в отличие от романа, происходят в хронологическом порядке. Кроме того, имеются значительные сюжетные расхождения с первоисточником. В частности, в фильме помощь Андрея пленному маркграфу фон цур Мюлен-Шенау в выезде последнего на родину выведена не как подлог документов, а как обычная просьба своему другу Курту о содействии в данном вопросе. И вследствие этого финал картины также значительно разнится с романом: Курт Ван возвращается в Германию и, став участником Ноябрьской революции, погибает, будучи расстрелянным отрядом под командованием фон цур Мюлен-Шенау. Фильм завершается на фоне театрализованной постановки в Петрограде чтением двух писем, адресованных главному герою: одно — написанное Куртом перед расстрелом, другое — оставленное Ритой перед её решением покинуть Андрея ради его жизни с приехавшей Мари Урбах.
Осенью 1919 года Андрей Старцов приезжает из города Семидола (название выдумано) в Петроград. Он был мобилизован в армию и прибыл по месту службы, но вместо того, чтобы отправить его в действующие части, Андрея оставляют писарем в штабе. Вскоре к Андрею приезжает Рита — женщина, которая ждёт от него ребёнка.
Идёт 1914 год. Студент Андрей Старцов незадолго до начала Первой мировой войны приехал в Германию. Из-за начала войны попасть на родину он не может и живёт в городке Бишофсберге. В Германии он сдружился с художником Куртом Ваном (Винфрид Глацедер), человеком, близким ему по духу. Но с началом войны Курт отшатнулся от своего друга Андрея, он посчитал, что отныне им не о чем говорить.

## В ролях
| Актёр             | Роль              |
| ----------------- | ----------------- |
| Барбара Брыльска  | Мари Урбах        |
| Игорь Старыгин    | Андрей Старцов    |
| Винфрид Глацедер  | художник Курт Ван |
| Сергей Мартинсон  | Перси             |
| Ирина Печерникова | Рита Старцова     |
| Георгий Бурков    | сторож            |
| Николай Гринько   | Лелендин          |

| Актёр                  | Роль            |
| ---------------------- | --------------- |
| Леонид Кулагин         | Платонов        |
| Владимир Носик         | Альберт         |
| Хельга Гёринг          | фрау Мюллер     |
| Виталий Леонов         | Эпизод          |
| Фридрих Вильгельм Юнге | Маркграф        |
| Елена Вольская         | дама            |
| Эрвин Кнаусмюллер      | немецкий офицер |

## Съёмочная группа
- Режиссёр-постановщик: Александр Зархи
- Сценаристы: Владимир Валуцкий, Александр Зархи
- Оператор-постановщик: Александр Княжинский
- Композитор: Альфред Шнитке
- Текст песен: Михаил Львовский
- Монтажёр: Нина Васильева
- Художник-постановщик: Давид Виницкий[3]
- Музыкальный редактор: Арсений Лаписов
- Консультанты:
  - генерал армии Александр Лучинский
  - Александр Жук
  - профессор Дмитрий Мельников